# Puchar Danii w piłce siatkowej mężczyzn (2017)
Puchar Danii w piłce siatkowej mężczyzn 2017 – 42. sezon rozgrywek o siatkarski Puchar Danii. Zainaugurowane zostały 22 października 2017 roku. Brały w nich udział kluby z VolleyLigaen, 1. division oraz 2. division.
Rozgrywki składały się z 1/8 finału, ćwierćfinałów oraz turnieju finałowego, w ramach którego rozegrano półfinały i finał.
Turniej finałowy odbył się w dniach 15-16 grudnia 2017 roku we Frederiksberg-Hallerne w Frederiksberg. Dziewiąty Puchar Danii w historii klubu zdobył Marienlyst Odense, który w finale pokonał Gentofte Volley.

## Drużyny uczestniczące
| VolleyLigaen 8 drużyn | VolleyLigaen 8 drużyn |
| --------------------- | --------------------- |
| Aalborg Volley        | ćwierćfinał           |
| ASV Århus             | ćwierćfinał           |
| Gentofte Volley       | finał                 |
| Hvidovre VK           | ćwierćfinał           |
| Ishøj Volley          | półfinał              |
| Marienlyst Odense     | zwycięstwo            |
| Middelfart VK         | półfinał              |
| VK Vestsjælland       | ćwierćfinał           |

| 1. division øst 2 drużyny  | 1. division øst 2 drużyny |
| -------------------------- | ------------------------- |
| Amager VK                  | 1/8 finału                |
| Team Køge Volley           | 1/8 finału                |
| 1. division vest 2 drużyny |                           |
| Ikast KFUM                 | 1/8 finału                |
| Nordenskov UIF             | 1/8 finału                |

| 2. division 1 drużyna | 2. division 1 drużyna |
| --------------------- | --------------------- |
| Grøndal EV            | 1/8 finału            |

## Rozgrywki

### 1/8 finału
| Data       | Drużyna 1        |     | Drużyna 2       | Sety                         |
| ---------- | ---------------- | --- | --------------- | ---------------------------- |
| 28.10.2017 | Nordenskov UIF   | 1:3 | Aalborg Volley  | (25:22, 23:25, 25:27, 18:25) |
| 04.11.2017 | Team Køge Volley | 0:3 | Middelfart VK   | (23:25, 19:25, 12:25)        |
| 23.10.2017 | Grøndal EV       | 0:3 | VK Vestsjælland | (18:25, 17:25, 13:25)        |
| 22.10.2017 | Ikast KFUM       | 0:3 | Ishøj Volley    | (22:25, 25:27, 18:25)        |
| 04.11.2017 | Amager VK        | 0:3 | ASV Århus       | (26:28, 17:25, 24:26)        |

### Ćwierćfinały
| Data       | Drużyna 1         |     | Drużyna 2      | Sety                               |
| ---------- | ----------------- | --- | -------------- | ---------------------------------- |
| 25.11.2017 | Gentofte Volley   | 3:0 | Aalborg Volley | (25:19, 25:15, 25:15)              |
| 25.11.2017 | Middelfart VK     | 3:2 | Hvidovre VK    | (25:22, 25:20, 22:25, 26:28, 15:9) |
| 25.11.2017 | VK Vestsjælland   | 0:3 | Ishøj Volley   | (19:25, 18:25, 22:25)              |
| 23.11.2017 | Marienlyst Odense | 3:0 | ASV Århus      | (25:22, 25:17, 25:22)              |

### Półfinały
| Data       | Drużyna 1       |     | Drużyna 2         | Sety                         |
| ---------- | --------------- | --- | ----------------- | ---------------------------- |
| 15.12.2017 | Gentofte Volley | 3:1 | Middelfart VK     | (22:25, 25:16, 25:18, 25:18) |
| 15.12.2017 | Ishøj Volley    | 0:3 | Marienlyst Odense | (22:25, 23:25, 24:26)        |

### Finał
| Data       | Drużyna 1       |     | Drużyna 2         | Sety                         |
| ---------- | --------------- | --- | ----------------- | ---------------------------- |
| 16.12.2017 | Gentofte Volley | 1:3 | Marienlyst Odense | (23:25, 25:18, 20:25, 20:25) |